# Représentations diplomatiques du Niger

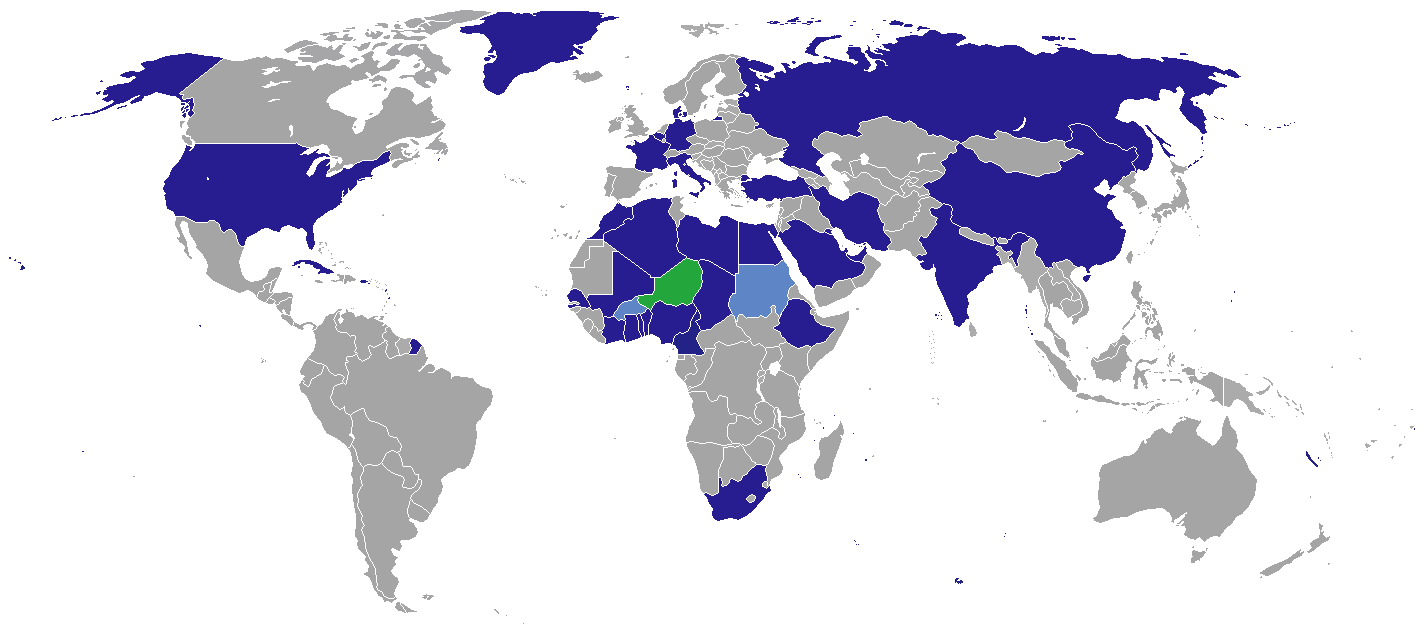
Représentations diplomatiques du Niger.

Voici les représentations diplomatiques du Niger à l'étranger :

## Afrique
- Afrique du Sud
  - Pretoria (ambassade)
- Algérie
  - Alger (ambassade)
  - Tamanrasset (consulat)
- Bénin
  - Cotonou (ambassade)
- Burkina Faso
  - Ouagadougou (consulat général)
- Cameroun
  - Yaoundé (ambassade)
- Côte d'Ivoire
  - Abidjan (ambassade)
- Égypte
  - Le Caire (ambassade)
- Éthiopie
  - Addis-Abeba (ambassade)
- Ghana
  - Accra (ambassade)
- Libye
  - Tripoli (ambassade)
  - Sebha (consulat)
- Maroc
  - Rabat (ambassade)
- Nigeria
  - Abuja (ambassade)
  - Kano (consulat)
- Sénégal
  - Dakar (ambassade)
- Soudan
  - Khartoum (consulat général)
- Tchad
  - N'Djaména (ambassade)
- Togo
  - Lomé (ambassade)

## Amérique
- Cuba
  - La Havane (ambassade)
- États-Unis
  - Washington (ambassade)

## Asie
- Arabie saoudite
  - Riyad (ambassade)
  - Djeddah (consulat)
- Chine
  - Pékin (ambassade)
- Émirats arabes unis
  - Abou Dabi (ambassade)
- Inde
  - New Delhi (ambassade)
- Koweït
  - Koweït ville (ambassade)
- Qatar
  - Doha (ambassade)
- Turquie
  - Ankara (ambassade)

## Europe
- Allemagne
  - Berlin (ambassade)
- Belgique
  - Bruxelles (ambassade)
- Danemark
  - Copenhague (ambassade)
- France
  - Paris (ambassade)
- Italie
  - Rome (ambassade)
- Russie
  - Moscou (ambassade)

## Organisations internationales
- New York (mission permanente auprès de l'Organisation des Nations unies)
- Paris (mission permanente auprès de l'UNESCO)

## Galerie

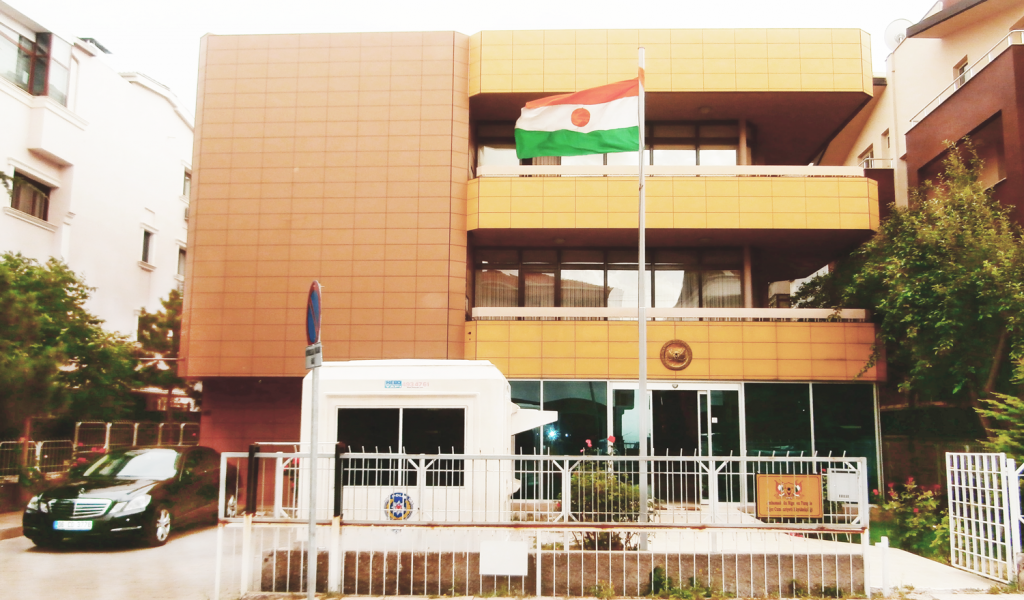
Ambassade à Ankara.
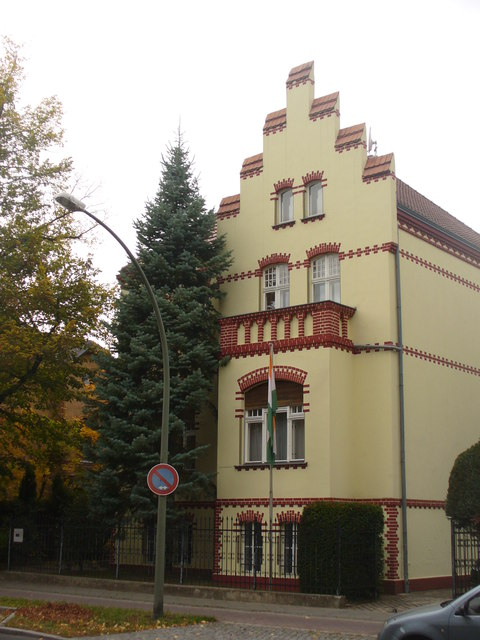
Ambassade à Berlin.
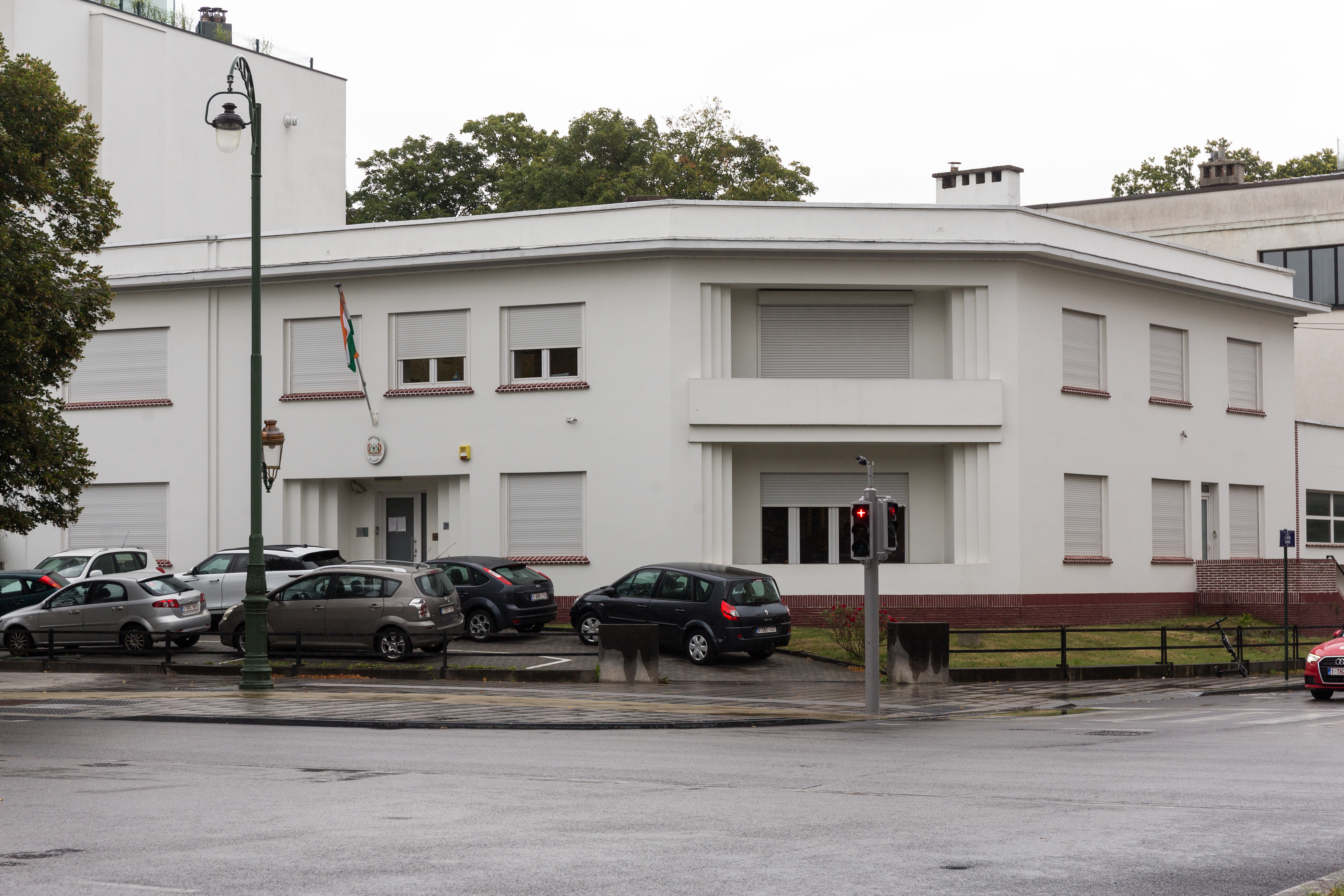
Ambassade à Bruxelles.
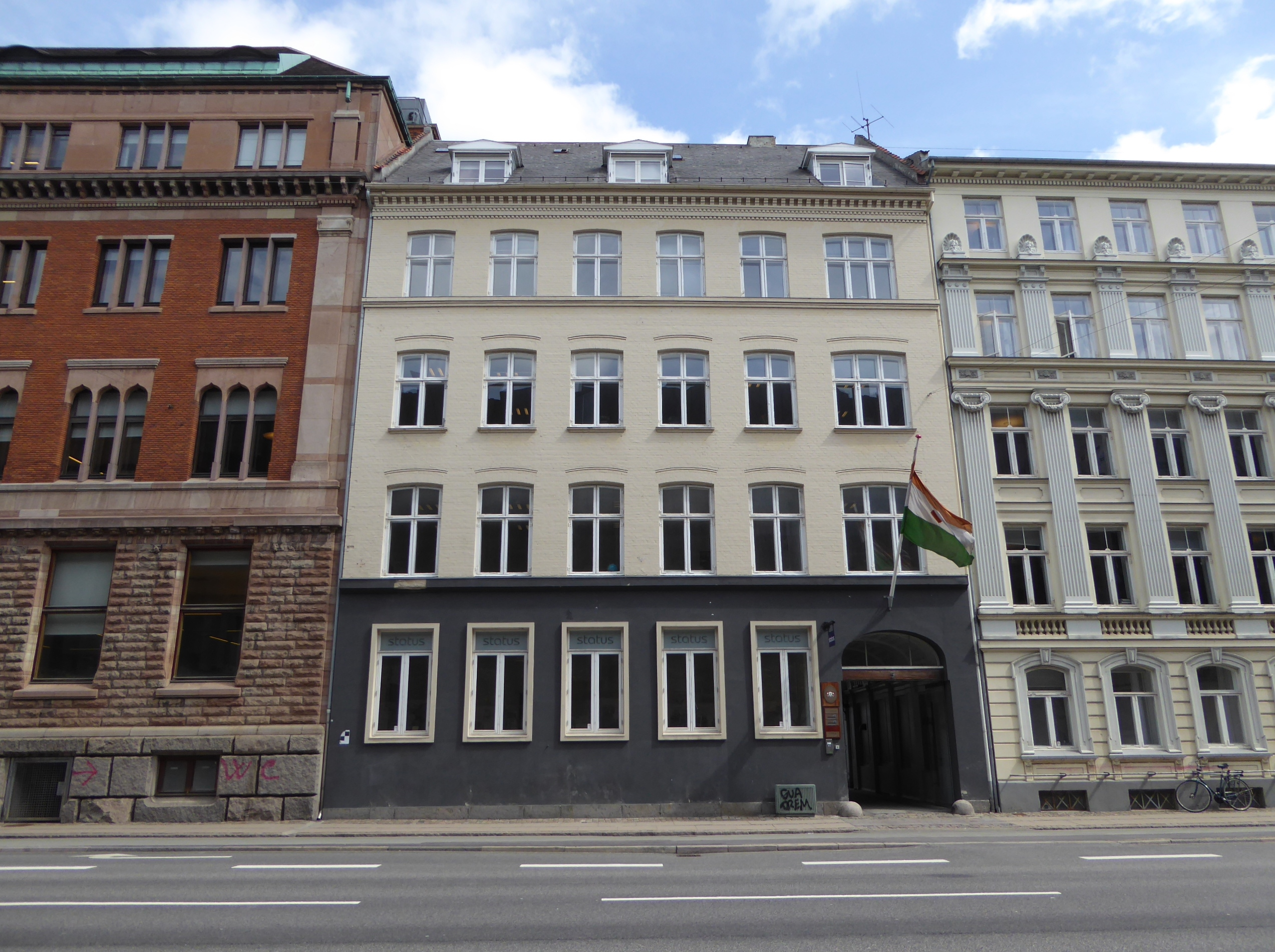
Ambassade à Copenhague.
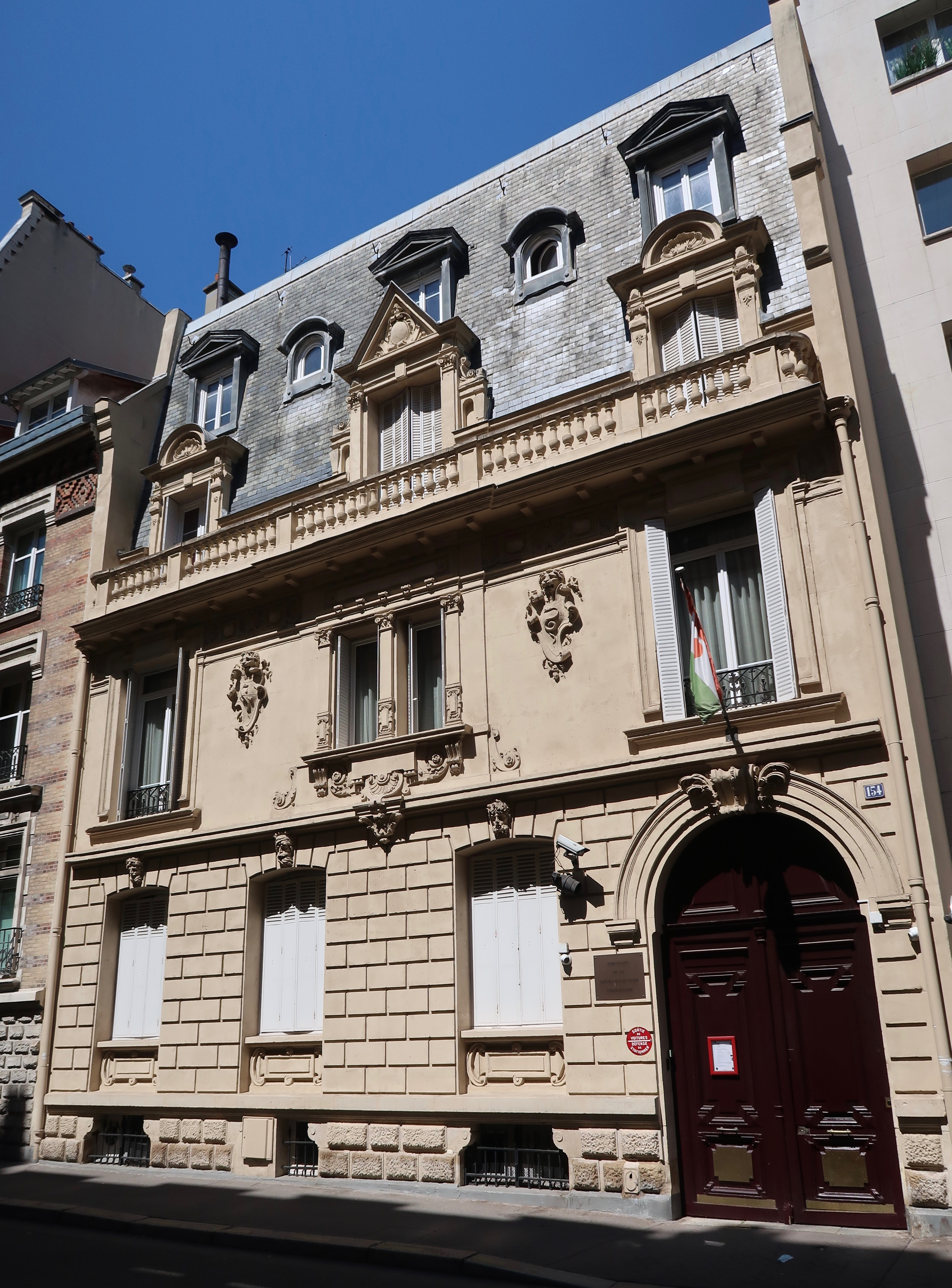
Ambassade à Paris.
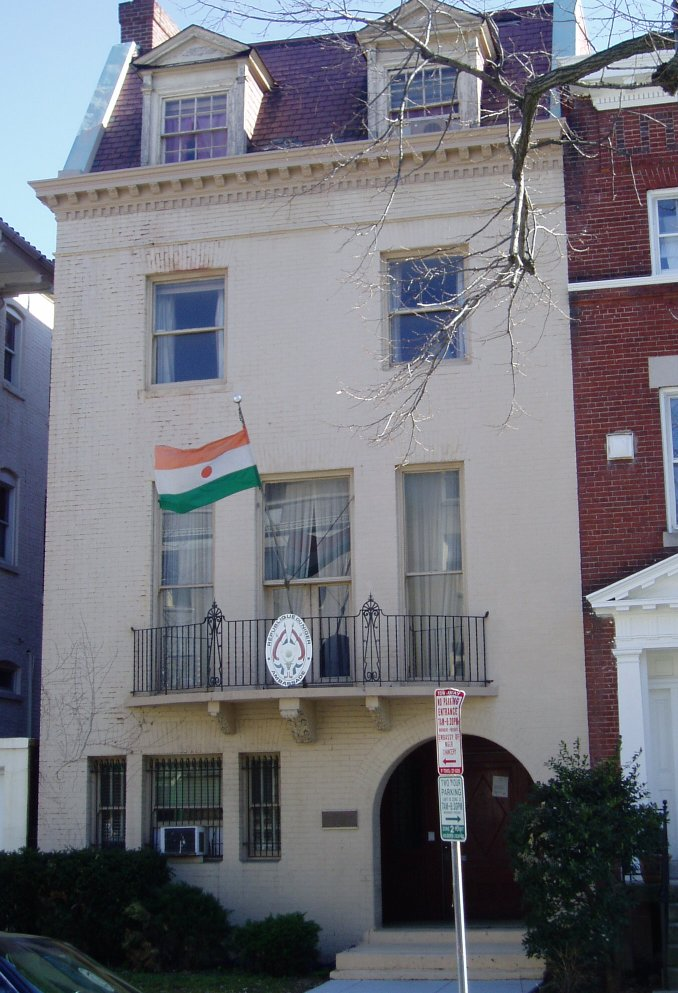
Ambassade à Washington.
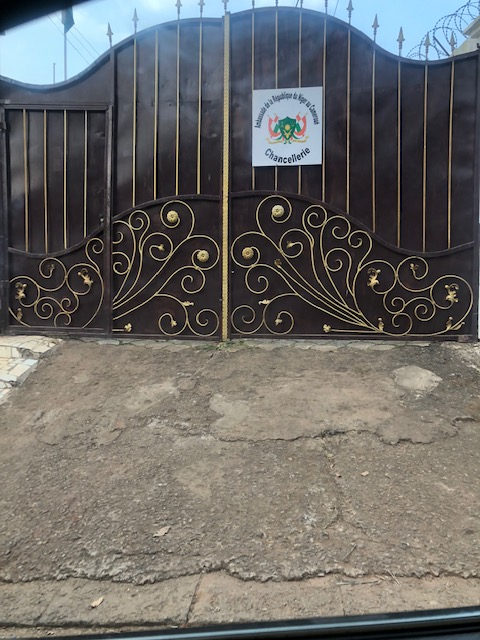
Ambassade à Yaoundé.
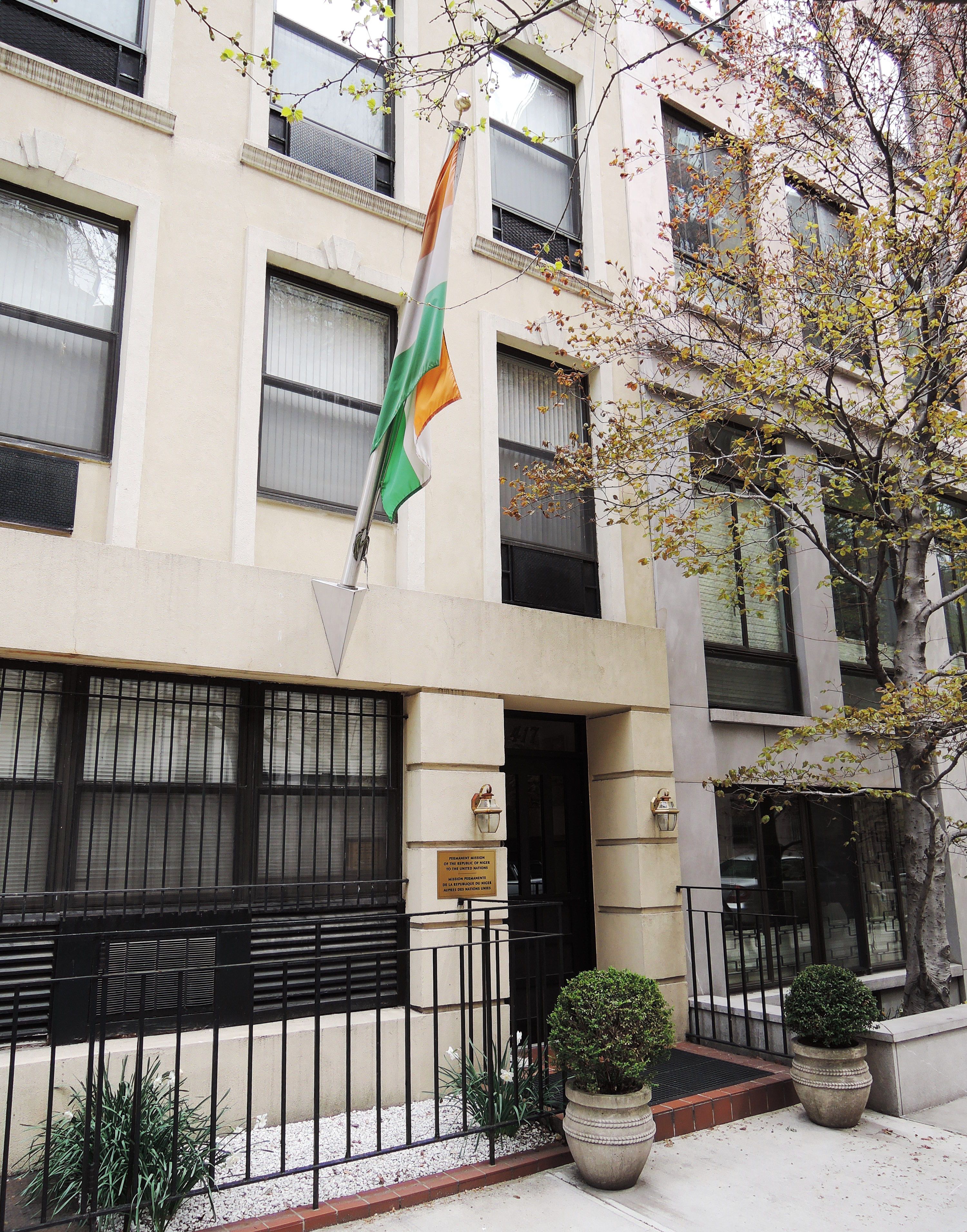
Mission permanente auprès l'Organisation des Nations unies à New York.